# 聖佩德羅 (考卡河谷省)
4°00′00″N 76°13′45″W / 4°N 76.2292°W

聖佩德羅（西班牙語：San Pedro）是哥倫比亞考卡河谷省的城鎮，位於該國西部，距離卡利211公里，面積478平方公里，海拔高度1,010米，始建於1795年2月19日，主要經濟活動有農業和畜牧業，2005年人口15,428。